# Stylidium symonii
Stylidium symonii är en tvåhjärtbladig växtart som beskrevs av S. Carlquist. Stylidium symonii ingår i släktet Stylidium och familjen Stylidiaceae. Inga underarter finns listade i Catalogue of Life.